# Svetovno prvenstvo v veslanju 2008
31. Svetovno prvenstvo v veslanju se je odvijalo med 22. in 27. julijem 2008 v Linz/Ottensheimu, Avstrija. Glede na to, da je bilo to olimpijsko leto se je obenem izvajalo tudi Svetovno mladinsko prvenstvo v veslanju. To je bil tudi razlog, da na tem prvenstvu niso nastopili najboljši svetovni veslači. V olimpijskih letih se na svetovnih veslaških prvenstvih ne izvajajo olimpijske discipline. 

## Pregled medalj
| Mesto  | Država         | Zlato | Srebro | Bron | Skupaj |
| ------ | -------------- | ----- | ------ | ---- | ------ |
| 1      | ZDA            | 1     | 1      | 1    | 3      |
| 2      | Italija        | 1     | 1      | 0    | 2      |
| 3      | Avstralija     | 1     | 0      | 1    | 2      |
| 3      | Grčija         | 1     | 0      | 1    | 2      |
| 5      | Belorusija     | 1     | 0      | 0    | 1      |
| 5      | Kanada         | 1     | 0      | 0    | 1      |
| 5      | Nova Zelandija | 1     | 0      | 0    | 1      |
| 5      | Švica          | 1     | 0      | 0    | 1      |
| 9      | Francija       | 0     | 2      | 0    | 2      |
| 10     | Nemčija        | 0     | 1      | 1    | 2      |
| 10     | Nizozemska     | 0     | 1      | 1    | 2      |
| 12     | Irska          | 0     | 1      | 0    | 1      |
| 12     | Poljska        | 0     | 1      | 0    | 1      |
| 14     | Hrvaška        | 0     | 0      | 1    | 1      |
| 14     | Danska         | 0     | 0      | 1    | 1      |
| 14     | Srbija         | 0     | 0      | 1    | 1      |
| Skupaj | Skupaj         | 8     | 8      | 8    | 24     |

## Dobitniki medalj
| Disciplina:                      | Zlato: | Čas     | Srebro: | Čas     | Bron: | Čas     |
| Moški                            | |         | |         | |         |
| Dvojni dvojec (M2+)              | Kanada · Gabriel Bergen (b) · James Dunaway (s) · Mark Laidlaw (c) | 7:06.69 | Francija · Sebastien Lente (b) · Benjamin Lang (s) · Benjamin Manceau (c) | 7:08.64 | Avstralija · Nick Baxter (b) · Fergus Pragnell (s) · Hugh Rawlinson (c) | 7:09.30 |
| Lahki enojec (LM1x)              | Nova Zelandija Duncan Grant | 6:52.38 | Nizozemska Jaap Schouten | 6:52.73 | Grčija Ilias Pappas | 6:55.00 |
| Lahki dvojni četverec (LM4x)     | Italija Franco Sancassani (b) Daniele Gilardoni (2) Stefano Basalini (3) Daniele Danesin (s)                                                                                           | 5:57.30 | Francija · Remi Di Girolamo (b) · Jeremie Azou (2) · Fabrice Moreau (3) · Pierre-Etienne Pollez (s) | 5:57.56 | Nemčija · Stephan Schad (b) · Knud Lange (2) · Felix Oevermann (3) · Michael Wieler (s) | 5:59.50 |
| Lahki dvojec brez krmarja (LM2-) | Grčija Nikolaos Gkountoulas (b) Apostolos Gkountoulas (s) | 6:40.92 | Italija Andrea Caianiello (b) Armando Dell'Aquila(s) | 6:42.88 | Srbija Goran Nedeljković (b) Miloš Tomić (s) | 6:45.25 |
| Lahki osmerec (LM8+)             | ZDA · Simon Carcagno (b) · Andrew Bolton (2) · Colin Farrell (3) · Mike Altman (4) · Patrick Todd (5) · Will Daly (6) · Thomas Paradiso (7) · Matt Muffelman (s) · Ned del Guercio (c) | 5:50.29 | Nemčija · Matthias Veit (b) · Marc Rippel (2) · Johann-Sebastian Diemann (3) · Jonas Schuetzeberg (4) · Matthias Schoemann-Finck (5) · Adrian Bretting (6) · Olaf Beckmann (7) · Axel Schuster (s) · Martin Sauer (c) | 5:51.69 | Nizozemska Pieter Rom Colthoff (b) Diederick van den Bouwhuijsen (2) Reinoud de Groot (3) Dennis Beemsterboer (4) Rutger Bruil (5) Jolmer van der Sluis (6) Maarten Tromp (7) Maarten De Boer (s) Ryan Den Drijver (c) | 5:52.37 |
| Ženske                           | |         | |         | |         |
| Četverec brez krmarja (W4-)      | Belorusija Hanna Nahajeva (b) Volha Ščarbačenia (2) Natallia Helah (3) Julija Bičik (s)                                                                                                | 6:39.89 | ZDA · Karen Colwell (b) · Stesha Carle (2) · Sarah Trowbridge (3) · Esther Lofgren (s) | 6:43.56 | Danska Maria Pertl (b) Lisbet Jakobsen (2) Fie Graugaard (3) Lea Jakobsen (s) | 6:44.69 |
| Lahki enojec (LW1x)              | Švica Pamela Weisshaupt | 7:43.26 | Irska Sinead Jennings | 7:43.81 | Hrvaška · Mirna Rajle Brodanac | 7:47.15 |
| Lahki dvojni četverec (LW4x)     | Avstralija · Ingrid Fenger (b) · Bronwen Watson (2) · Miranda Bennett (3) · Alice McNamara (s)                                                                                         | 6:36.41 | Poljska Monika Myszk (s) Magdalena Kemnitz (2) Weronika Deresz (3) Ilona Mokronowska (s) | 6:39.38 | ZDA · Elizabeth Peters (b) · Wendy Tripician (2) · Rebecca Smith (3) · Hannah Moore (s) | 6:40.77 |